# Grünschalmuschel
Die Grünschalmuschel (Perna canaliculus), auch als Grünlippmuschel bekannt, ist eine Muschel-Art aus der Familie der Miesmuscheln (Mytilidae). Die Muscheln sind endemisch in den Gewässern um Neuseeland. Die Grünschalmuscheln werden in Neuseeland in großen Aquakulturen gezüchtet und zum größten Teil als „Neuseeländische Grünschalmuschel“ exportiert.

## Merkmale
Die Gehäuse werden vergleichsweise sehr groß, etwa 10 bis 17 cm. Sie sind länglich-eiförmig mit einem gebogenen Dorsalrand und einem leicht konvex gebogenen Ventralrand. Das vordere Ende läuft annähernd spitz aus, der Hinterrand ist breit gerundet.
Die Schale ist relativ dünn, aber fest. Der vordere Schließmuskel bzw. der Schließmuskeleindruck fehlt. Der hintere Schließmuskel ist in zwei Bündel aufgelöst und bildet einen rundlichen vorderen Eindruck und einen größeren, flach u-förmigen hinteren Eindruck. Während der Frühontogenese werden 10 bis 18 primäre Zähne gebildet, später werden sie wieder reduziert. Gewöhnlich bleiben zwei dysodonte Zähne erhalten, selten auch nur einer. In der linken Klappe ist nur ein Zahn vorhanden, in der rechten Klappe eine Grube und je ein schwächerer Zahn beiderseits der Grube. Die Oberfläche bzw. Außenseite des Gehäuses ist im Wesentlichen glatt, nur mit Anwachsstreifen versehen. Das Periostracum ist dick und grünlich glänzend. Die grünen Gehäuseränder haben der Muschel ihren Namen eingetragen.

## Geographische Verbreitung und Lebensweise
Das Verbreitungsgebiet der Grünschalmuschel war ursprünglich auf Neuseeland und einige umliegende Inseln beschränkt. Die Art ist inzwischen durch den Menschen auch nach Tasmanien und Südaustralien verschleppt worden.
Wie andere Miesmuscheln bilden die Grünschalmuscheln Muschelbänke, wo eine Dichte von bis zu 100 Individuen pro Quadratmeter erreicht werden kann. Sie leben im Gezeitenbereich bis in das flache Subtidal, wo sie an Steinen, Hafenpfeilern und im Weichboden siedeln. Die Grenzen der Temperaturtoleranz liegen bei 5,3 °C im Süden und bis zu 27 °C im Norden. Die Salinitätstoleranz liegt zwischen 30 und 35 Practical Salinity Units (PSU).

## Entwicklung
Die Grünschalmuschel ist getrenntgeschlechtlich. Die sexuelle Reife wird nach einem Jahr erreicht. Eier und Spermien werden in kühleren Bereichen Neuseelands von Juni bis Dezember ins freie Wasser abgegeben. Im wärmen Norden können sich die Muscheln auch ganzjährig fortpflanzen. Die Eier haben einen Durchmesser von 56 bis 62 µm. Bereits 6 Stunden nach der Befruchtung schlüpfen Trochophora-Larven aus dem Ei, nach 16 Stunden wird bereits die planktonfressende Veliger-Larve gebildet, die 20 Stunden nach der Befruchtung ein erstes organisches Gehäuse, den sogenannten Prodissoconch I bildet. Der Prodissoconch I wird durch die Schalendrüse gebildet, wächst aber auch am Mantelrand weiter. Der Prodissoconch I ist D-förmig mit geradem Dorsalrand und ohne Wirbel. Er misst anfangs 75 µm in der Länge und 53 µm in der Höhe, bei einer Dicke von 42 µm. Er wächst weiter unter Beibehaltung der generellen Form bis zu 135 µm in der Länge, 112 µm in der Höhe und 94 µm in der Dicke. Der Prodissoconch I wird danach mineralisiert, die Oberfläche zeigt ein Muster aus flachen, kleinen Gruben. Danach beginnt die Bildung des Prodissoconch II, der am Mantelrand wächst und schon während des Wachstums mineralisiert. Die Bildung des Prodissoconch II ist auch mit der Nahrungsaufnahme der Larve korreliert. Er nimmt allmählich eine deutlich andere Form an, der Wirbel bildet sich aus. Der Prodissoconch II weist deutliche Anwachsstreifen auf. Während der Bildung des Prodissoconch bilden sich das Ligament und die Schlosszähne aus.
Die Veliger-Larve verbleibt etwa 15 bis 20 Tage freischwimmend im Wasser. Die (begrenzte) Fortbewegung in der Wassersäule erfolgt durch das Velum. Am Ende der Larvalphase bildet sich der sehr bewegliche Fuß aus. Dieses Stadium wird auch Pediveliger genannt. Die Larve sucht sich nun einen geeigneten Platz zur Anheftung aus. Die Anheftung erfolgt durch Byssusfäden, die von der Byssusdrüse ausgeschieden werden. Danach beginnt die Metamorphose und die Ausscheidung des Adultgehäuses (Dissoconch). Der Prodissoconch II (bzw. das Larvalgehäuse) ist zu diesem Zeitpunkt 190 bis 300 µm groß. Die Entwicklungszeit ist jedoch auch stark abhängig von der Temperatur. So wird von anderen Autoren die Entwicklungszeit von der Befruchtung bis zum Übergang zum Bodenleben mit 26 Tagen bzw. mit bis zu 28 Tagen angegeben.

## Taxonomie

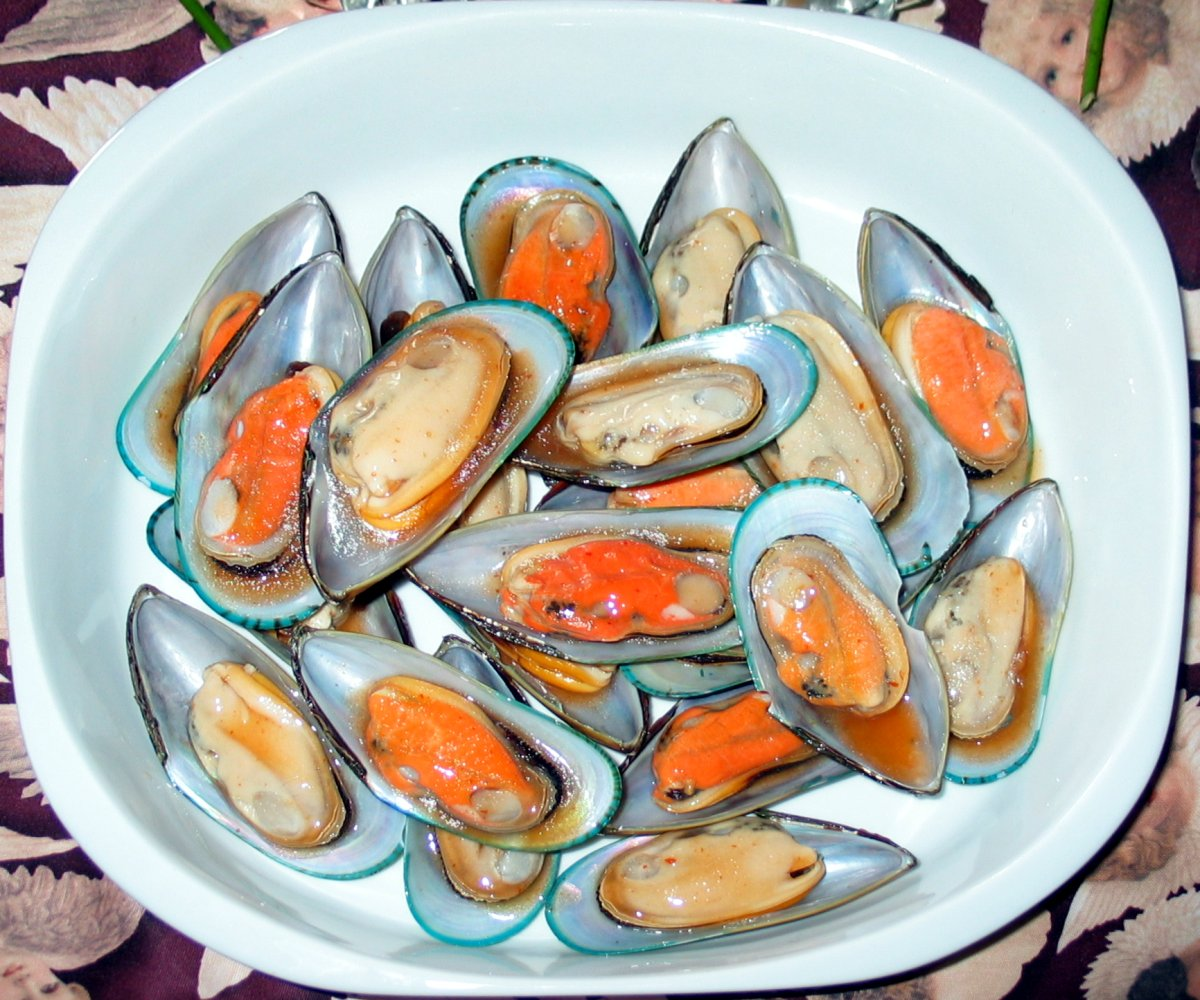
Perna canaliculus, mit ihren grünen Schalenrändern

Das Taxon wurde 1791 von Johann Friedrich Gmelin als Mytilus canaliculus erstmals beschrieben. Der Artname canaliculus ist ein Substantiv in Apposition; die Endung wird deshalb nicht an das Geschlecht der Gattung angepasst.

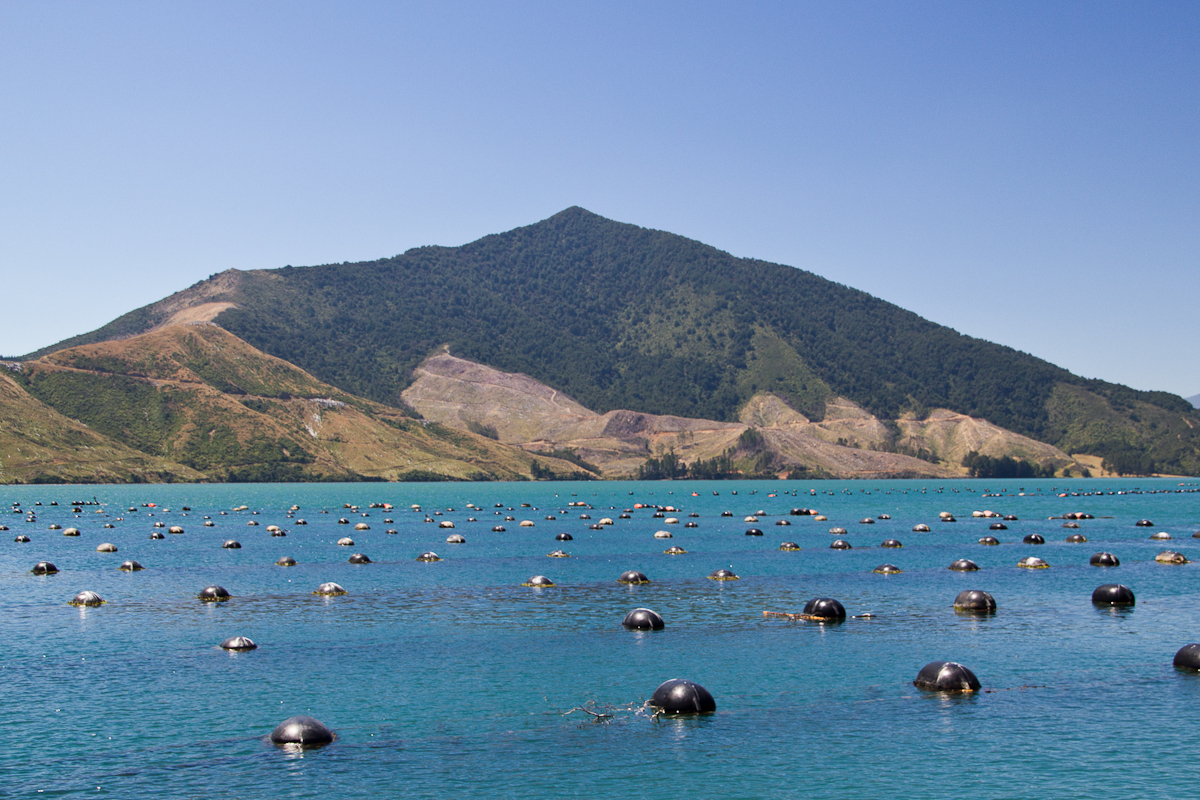
Muschelfarm in Neuseeland, nahe Havelock, Südinsel

## Die Grünschalmuschel als Meeresfrucht
Die Wildbestände der Grünschalmuschel stehen in Neuseeland unter Schutz. Aufgrund der hohen nationalen wie internationalen Nachfrage wird die Muschel in großen Aquakulturen (Hängeleinenkultur), überwiegend in den Marlborough Sounds und im Hauraki Gulf, gezüchtet. Der Wert der Exporte von Produkten der Grünschalmuschel betrug 2012 rund 220 Millionen NZ Dollars (2012: etwa 134 Millionen Euro), etwa 74 % der gesamten Aquakulturprodukte.
In den neuseeländischen Aquakulturen werden einmal im Jahr bis zu 60.000 Tonnen der 10 bis maximal 25 Zentimeter langen und ungefähr zwei Jahre alten Muscheln geerntet. Diese Ernte wird als Feinkost exportiert und ist auch in Deutschland unter dem Namen „Neuseeländische Grünschalmuschel“ im Handel erhältlich. Der große Schwachpunkt dieser Aquakulturen ist, dass die Muschelbrut überwiegend aus Wildbeständen stammt. Derzeit wird intensiv geforscht mit dem Ziel, die Muschelbrut in Tanks nachzüchten zu können.
Die Grünschalmuschel wird auch als „Neuseeland-Miesmuschel“ bezeichnet. Form, Konsistenz und Geschmack sind durchaus vergleichbar.

## Die Grünschalmuschel als Nahrungsergänzungsmittel
Das Muschelfleisch wird für Zwecke der Nahrungsergänzung gefriergetrocknet und als Pulver in Kapseln oder Tabletten angeboten. Ihr Gehalt an Glykosaminoglykanen (langkettige Aminozuckerverbindungen), die auch in der Gelenkflüssigkeit (Gelenkschmiere, Synovialflüssigkeit) vorkommen, führt zu Vermarktung von Grünlippmuschelprodukten als Nahrungsergänzungsmittel. Diese sollen gemäß Angaben einiger Hersteller bei Schmerzen und eingeschränkter Beweglichkeit der Gelenke helfen, beispielsweise bei Arthrose oder rheumatoider Arthritis. Dies ist jedoch wissenschaftlich nicht belegt. Entsprechende Aussagen oder Werbung sind daher nicht zulässig.

## Belege

### Anmerkung
1. ↑  Der korrekte Trivialname ist im Englischen eigentlich green-lipped mussel, also Grünlippmuschel. Sie wird jedoch unter dem Namen Greenshell mussel, also Grünschalmuschel, vermarktet.